# Erazm Skarżyński
Erazm Skarżyński lub Skarzyński herbu Bończa (ur. 1804 w Pawłoszowie?- zm. 12 września 1871 w Aleksandrowicach) – polski powstaniec z lat 1830–1831, 1846, 1863–1864.

## Młodość
Erazm Skarżyński był synem Heleny Knauer i Wojciecha Skarżyńskiego. Miał jeszcze czterech braci, m.in.: Romualda, który podobnie jak on brał udział w powstaniach. Odebrał staranne wykształcenie w Gimnazjum św. Anny w Krakowie. Poza tymi skromnymi wiadomościami nic nie wiadomo o młodości Skarżyńskiego.

## Okres powstań

### Powstania listopadowe i krakowskie
W czasie powstania listopadowego walczył w randze podporucznika w 13. pułku piechoty ziemi kaliskiej, m.in. wyróżniając się podczas oblężenia Warszawy. Za walki o stolicę został odznaczony Krzyżem Złotym Virtuti Militari.
Z końcem roku, po upadku powstania, Skarżyński wyjechał do Krakowa, gdzie przebywał do roku 1846. W tym czasie ożenił się z Adelajdą z Białuckich Żeleńską, która odziedziczyła po mężu Wilhelmie Aleksandrowice i Dąbrówkę w ziemi krakowskiej oraz tzw. Szarą Kamienicę w stolicy Wolnego Miasta. Małżeństwo to doczekało się dwóch córek, które jednak zmarły w dzieciństwie.
W roku 1845 znajdująca się w zaborze rosyjskim Rada Administracyjna Królestwa Polskiego ogłosiła amnestię dla większości powstańców listopadowych, ale Skarżyński nie został nią objęty (m.in. jako uciekinier poza granice Królestwa Polskiego). Natomiast już w rok później zaangażował się w kolejny zryw niepodległościowy.
Od stycznia 1846 Erazm Skarżyński działał w konspiracji, spotykając się z tak znacznymi osobami jak Jan Tyssowski czy Ludwik Mierosławski. Po wybuchu powstania zorganizował w Aleksandrowie jeden z najlepiej przygotowanych oddziałów powstańców, tzw. krakusów i 24 lutego stanął z nim w Krakowie. Tego samego dnia Tyssowski, jako dyktator powstania, mianował Skarżyńskiego Wodzem Naczelnym wojska polskiego.
Pełniąc swoje nowe obowiązki Skarżyński aktywnie – tj. poprzez odezwy – starał się zmobilizować mieszkańców Krakowa do przyłączenia się do walki lub przynajmniej o udzielenie pomocy materialnej ochotnikom. Z jego rozkazu oddziały kawalerii oraz Zygmunta Jordana i Romana Prackiego obsadziły odpowiednio: rejon Michałowic, Kielc i Wolbromia. Z kolei inny oddział podległy Edwardowi Dembowskiemu z jego rozkazu opanował Wieliczkę. Wódz naczelny nie ustrzegł się jednak błędów, m.in. zaniechał pościgu za oddziałem gen. Ludwiga Collina, który później brał udział w pacyfikacji powstania.
W nocy 25 lutego doszło do próby obalenia Tyssowskiego przez część szlachty niechętnej powstaniu. Wezwany do Szarej Kamienicy Skarżyński został wmieszany w spisek i aresztował dyktatora. Po interwencji Dembowskiego pucz został zakończony niepowodzeniem, a Skarżyński mimo udziału w nim utrzymał stanowisko Wodza Naczelnego.
W kolejnych dniach Skarżyński zdołał przekonać Tyssowskiego o bezcelowości marszu na Tarnów wobec przewagi Austriaków, oraz opanował ucieczkę kawalerzystów, wycofujących się spod Gdowa. Z kolei 2 marca bezskutecznie zabiegał o pertraktacje z oblegającymi Kraków wojskami Collina. W tej sytuacji, 3 marca E. Skarżyński zebrał wszystkie istniejące jeszcze oddziały (ok. 1,5 tys. ludzi) i wraz z Tyssowskim wymaszerował do Krzeszowic, a następnego dnia złożyli broń przed pruskim korpusem pod Bieruniem Nowym.
Po złożeniu broni Skarżyński przebywał w Bieruniu, Koźlu oraz Paryżu, gdzie spotkał się kilka razy z księciem Adamem Czartoryskim.
Najwcześniej w 1849 roku powrócił jednak do Galicji i osiadł w Aleksandrowicach, gdzie mieszkał do roku 1863.

### Powstanie styczniowe i śmierć
Starzejący się Erazm Skarżyński na wieść o wybuchu powstania styczniowego, zdecydował się wziąć w nim udział. Z upoważnienia dyktatora Mariana Langiewicza Skarżyński – awansowany na pułkownika – organizował powstańców w Krakowie, oraz stanął na czele powstańczego okręgu krakowskiego. Prawdopodobnie po upadku powstania był krótko przetrzymywany w więzieniu.
Jeszcze w roku 1866 Skarżyński zaangażował się w wojnę prusko-austriacką, doradzając obsadzenie Przełęczy Jabłonkowskiej w celu osłonięcia Galicji i Węgier.
W ostatnich latach swojego życia E. Skarżyński zaangażował się w działalność gospodarczą i samorządową zasiadając w Towarzystwie Gospodarczo-Rolniczym i krakowskiej Radzie Powiatowej. W 1870, rok po śmierci żony, ożenił się powtórnie- z Karoliną, córką Ignacego Kruszewskiego.
Erazm Skarżyński zmarł 12 września 1871 w Aleksandrowicach, a pochowany został w Morawicy.